# Айдоне
Айдо̀не (на италиански: Aidone, на местен диалект Aidungh, Айдунг, на сицилиански Aidò, Айдо̀) е град и община в южна Италия, провинция Ена, в автономен регион и остров Сицилия. Разположен е на 800 надморска височина. Населението на града е 5083 души (към 30 декември 2010 г.).